# Apirou

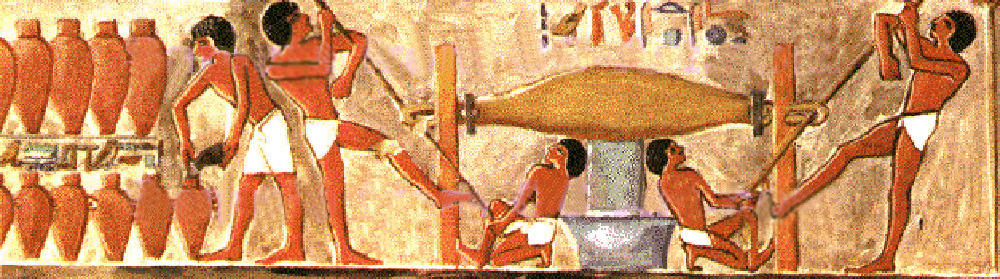
Apirou (ʿpr.w) pressant du vin, tombe de Pouimrê, (tombe thébaine 39).

Apirou, Abirou, Hapirou ou Habirou est le nom donné à une catégorie sociale de population attestée dans les textes du Proche-Orient ancien tout au long du IIe millénaire av. J.-C. Les Apirou sont des populations au statut précaire qui ont en commun le fait de vivre en marge de la société. Ils sont mentionnés dans de nombreuses sources en égyptien, en akkadien, en sumérien et en ougaritique datant environ de 2000 à 1200 av. J.-C. Leur présence est attestée au Levant, en Syrie, en Mésopotamie et en Égypte. Le portrait que les textes dressent des Apirou varie selon la source et l'époque : ils sont nomades, semi-sédentaires, hors-la-loi, marginaux, rebelles, mercenaires, esclaves, travailleurs migrants. La recherche sur les Apirou s'interroge de manière récurrente sur le sens de cette appellation, et sur les liens éventuels entre les Apirou et les Hébreux de la Bible. Le statut des Apirou de l'âge du bronze en marge des états ressemble, de fait, à celui des Hébreux (ʿibrîm). La filiation des termes est débattues parmi les spécialistes du Proche-Orient ancien et de ses langues sans qu'une unanimité puisse se dégager à l'heure actuelle.

## Étymologie

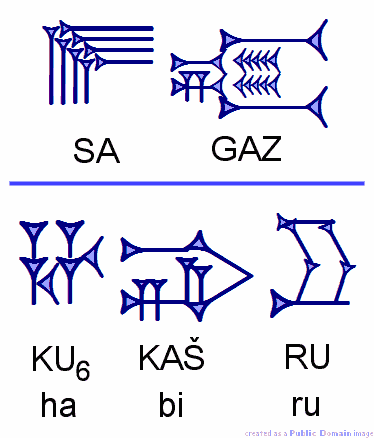
Cunéiforme du sumérien SA.GAZ correspondant au ouest sémitique ha-bi-ru

Le terme apparaît environ 250 fois dans des documents du Proche-Orient ancien du IIe millénaire av. J.-C. Les dernières occurrences datent du règne de Ramsès IV (XIIe siècle av. J.-C.). Ni la transcription exacte du terme ni sa signification ne sont clairement établies. Le terme apparait dans les textes en akkadien en écriture cunéiforme sous la forme ḫabiru/ḫapiru. L'écriture cunéiforme ne permet pas de distinguer clairement entre les deux formes, ce qui explique que les spécialistes se partagent entre deux étymologies. Le terme est généralement considéré comme étant d'origine sémitique. Les premières explications au XIXe siècle, par la suite abandonnées, se basaient sur la racine ḫbr (« lier, unir »), c'est-à-dire « les confédérés », ou sur le toponyme ḫbrn (Hébron), ce qui donnerait « les hébronites ». En akkadien, la consonne [ḫ] transcrit trois consonnes gutturales ouest-sémitique :  le [ḥ] (pharyngale sourde), le [ḫ] (gutturale sourde) et le [ʿ] (pharyngale sonore). Un ayin [ʿ] initial se retrouve dans les textes égyptiens ʿpr.w, et ougaritique ˓pr. Quant à la deuxième lettre, s'il s'agit de la consonne occlusive sonore [b], la racine sémitique sous-jacente peut être ʿbr « passer ». Elle serait donc adaptée pour désigner des réfugiés ou des fugitifs. Si la deuxième lettre est la consonne occlusive sourde [p], le terme se rattache au nom ˓pr « poussière, argile ». Ce serait un terme populaire pour désigner des populations de basse condition sociale (« les poussiéreux »). Les textes égyptiens et ougaritiques semblent militer pour une lecture avec un [p]. Cependant la manière pour les Égyptiens de transcrire les consonnes labiales sémitiques [p/b] n'est pas toujours cohérente. Pour Jean-Marie Durand, le terme dérive du verbe hapārum attesté dans les archives de Mari. Ce verbe signifie « partir de chez soi, s'expatrier, s'exiler ». Il est vocalisé hāpirum au participe.
Dans les textes de Nuzi, le nom est écrit ha-bi-ru et ha-bi-rum. La forme pluriel est ha-bi-ru-ú (hâbirû). La forme féminine est ha-bi-ra-tù (habirâtu). Dans les textes d'Amarna, les apirou sont désignés soit phonétiquement (ha-bi-ru), soit par un sumérogramme (LÚ.SA.GAZ, avec des variantes comme SA.GA.AZ, SAG.GAZ ou simplement GAZ). En sumérien, SA.GAZ désigne une action de pillage ou de brigandage (littéralement « qui brise les tendons »). LÚ.SA.GAZ se rapporte explicitement aux auteurs de ces actions, c'est-à-dire des brigands. Dans des textes littéraires en sumérien, les SA.GAZ sont des bandits qui vivent dans des zones désertiques, loin de l'autorité des centres urbains. SA.GAZ apparait déjà dans des textes datant de la fin de la période des dynasties archaïques, mais ces textes donnent peu d'information sur les personnes désignées de la sorte. Les listes lexicographiques font correspondre le sumérien LÚ.SA.GAZ à l'akkadien habbatu, c'est-à-dire « brigands ». Aucun source mésopotamienne ne donne de correspondance entre habiru et SA.GAZ. Cependant les textes hittites, égyptiens et ougaritiques montrent que dans les documents du XIVe siècle av. J.-C., les deux termes sont équivalents. Pour les textes de la période paléo-babylonienne (première moitié du IIe millénaire av. J.-C.) , cette équivalence est moins assurée. Il semble que le terme sumérien ait été repris pour désigner les habiru puisque, comme les brigands (habbatu), ceux-ci sont organisés en troupes plus ou moins mobiles, menacent les villes et échappent au pouvoir central .

## Description
Les Apirou sont connus par des nombreuses sources pendant le IIe millénaire av. J.-C. Ils vivent en marge des états et des villes. Ce sont des gens qui évoluent soit isolés, soit en groupe. Un de leurs traits caractéristiques est d'être toujours des étrangers par rapport au milieu où ils évoluent. Ils ne sont pas nécessairement unis par une origine géographique ou par une parenté ethnique. Dans les textes antiques, ils sont le plus souvent présentés comme turbulents et dangereux. Ils menacent la sécurité de nombreuses villes. Certaines villes se protègent en les employant comme mercenaires. 
Les princes et les chefs militaires locaux doivent composer avec eux.  Parfois ils luttent contre eux, parfois ils les prennent à leur service comme troupes auxiliaires. En Babylonie, à Alalakh et à Hattusa, on trouve des Habiru au service des princes locaux. À Mari et dans les textes égyptiens, les relations sont plus tendues. Ils constituent des groupes rebelles et de maraudeurs qui attaquent les villes. Les sources les plus abondantes datent de la période amarnienne.  En Égypte, on trouve des Habiru réduits à l'esclavage. Il s'agit sans doute alors de captifs. Les Apirou apparaissent comme des sortes de réfugiés ou de déracinés qui ont quitté leur pays pour diverses raisons. Ils s'organisent en bandes mais ne constituent pas un groupe ethnique. Ils disparaissent des textes à la fin du IIe millénaire lorsqu'un nouvel ordre s'établit au Proche-Orient à la suite de l'effondrement de l'âge du bronze récent,.

## Les différentes sources

### Alishar (XIXesiècleav. J.-C.)
La plus ancienne mention du terme habiru a été trouvée dans une lettre découverte à Alişar en Anatolie. Elle date de la période paléo-assyrienne, à l'époque des comptoirs assyriens (XIXe siècle av. J.-C.). Elle mentionne les hommes habiru  (« awili habiri ») du palais de Shalahshuwa qui sont en prison. Elle traite des modalités de paiement d'une éventuelle rançon. La lettre est adressée par un certain Enna-Aššur à Nabi-Enlil. Enna-Aššur cherche à savoir si « la princesse » est prête à libérer les hommes. Il demande à Nabi-Enlil de payer la rançon dans le cas où de l'argent serait exigé pour les libérer. Il lui précise de ne pas hésiter à payer la somme demandée et qu'il lui enverra l'argent. Ces hommes habiru ont visiblement un statut social élevé puisqu'ils sont rattaché à un palais assyrien et qu'ils ont la capacité de payer n'importe quelle rançon. Il peut s'agir de soldats au service du palais,.

### Période paléo-babylonienne (XIXe–XVIIesiècleav. J.-C.)
Des hapiru sont mentionnés à Larsa, dans le sud de la Mésopotamie, sous le règne de Rim-Sin, contemporain de Hammurabi de Babylone. L'administration du temple de Shamash fournit un équipement à des soldats habiri. Des officiers se voient dotés de vêtements prélevés sur les avoirs du temple. Sept textes administratifs du règne de Warad-Sîn, frère et prédécesseur de Rim-Sin, mentionnent aussi les SA.GAZ. Ces hommes reçoivent du petit bétail. Les hapiru n'apparaissent plus par la suite en basse Mésopotamie.
Des hapirum sont mentionnés à la même époque en Haute Mésopotamie et en Syrie. Ils apparaissent fréquemment dans les archives de Mari, datées des années 1810-1760 av. J.-C. Sous le règne de Zimri-Lim, des hapirum organisent des attaques et des pillages dans la région de Harran. Une lettre indique que deux cents soldats hapirum ont apporté leur aide à un ennemi de Zimri-Lim. Pour Mary P. Gray, les hapirum semblent appartenir ici  à la population locale. Selon J.-M. Durand qui a proposé une autre approche du dossier, il s'agit là comme souvent de « trublions, le plus souvent associés à de mauvais coups ». Selon lui le terme, à lire hapirum, serait lié à la racine sémitique ʿPR qui signifie « partir de chez soi » et désigne dans ce contexte un exilé politique, qui revêt cette condition dans le contexte de luttes pour le pouvoir, qui sont nombreuses dans cette période agitée sur le plan politique en Haute Mésopotamie,.
Un texte de Suse en Élam traite de provisions à distribuer à des soldats amorrites installés dans diverses localités. L'un d'entre eux est appelé habiri.
Vers la fin de la période (v. 1600 av. J.-C.), le prisme de Tikunani, sur huit colonnes, donne une liste de 438 habiru, qui portent pour la plupart des noms hourrites, qui sont au service du roi Tunip-Teshub de Tikunani. C'est un royaume situé en Haute Mésopotamie quelque part dans la région du Tigre supérieur, vers l'actuelle Diyarbakir, dont on sait par une lettre qu'il était allié (voire vassal) du roi hittite Hattusili Ier. Une tablette issue du même lot de textes comprend des présages oraculaires relatifs à des attaques de habiru,.

### Alalakh (XIXe–XVesiècleav. J.-C.)

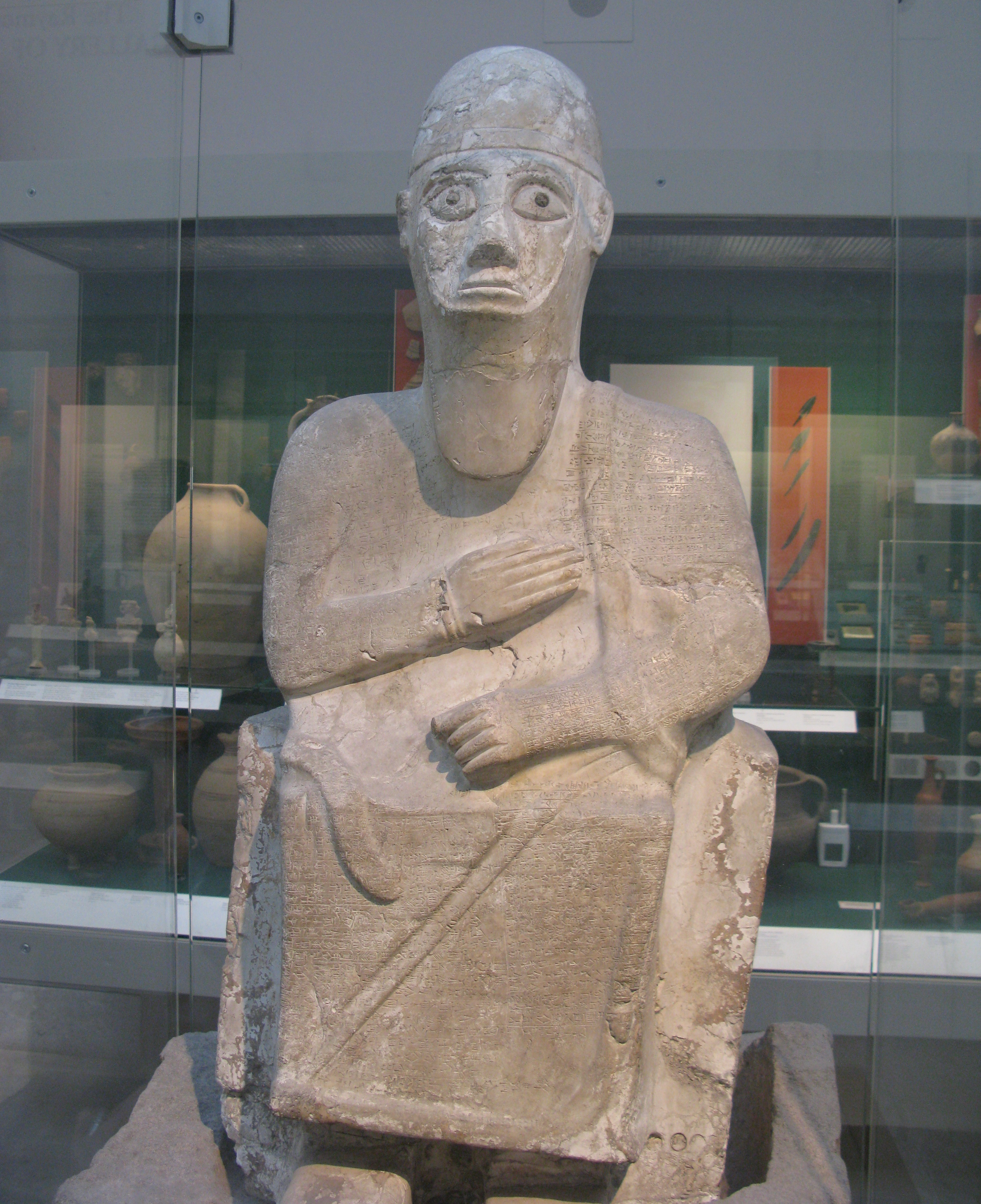
Idrimi, roi d'Alalakh et d'Habiru/Apirou.

À Alalakh, un nom d'année du XVIIIe siècle av. J.-C. évoque la présence de habiru au sein ou dans les environs du royaume de Yamhad (« l'année où le roi Irkabtum [...] a fait la paix avec les habiru »). Les habiru apparaissent ensuite dans plusieurs textes du XVe siècle av. J.-C. alors que la ville est vassale du Mittani. Dans les documents d'Alalakh, les Habiru ne peuvent être réduits à de simples brigands ou hors-la-loi. L'inscription d'Idrimi relate la biographie romancée de ce personnage. Elle raconte comment ce prince d'Alep, chassé de son royaume, est contraint de s'exiler et trouve refuge en Canaan chez les habiru. Il lève une armée constituée de habiru qui sont comme lui des exilés aleppins, qui l'aident à prendre le pouvoir à Alalakh. Il finit par être reconnu comme roi d'Alalakh en tant que vassal du Mitanni et fonde une nouvelle dynastie. Les habiru sont alors intégrés dans son armée régulière. Sous son fils et successeur Niqmepa les Habiru apparaissent comme des hommes en armes. Ils forment une unité de 1 436 hommes. 80 d'entre eux possèdent des chariots. Ces hommes font partie de la classe supérieure de la société. L'un d'entre eux est un prêtre de la déesse Ishara. D'autres textes évoquent des soldats SA.GAZ au service du royaume. Dans un des textes, ils portent des noms hourrites.

### Nuzi (XVe–XIVesiècleav. J.-C.)
Plusieurs individus hapiru sont mentionnés au XVe – XIVe siècles av. J.-C. à Nuzi, une petite ville du royaume d'Arrapha  dans l'actuel nord-est de l'Irak. Le statut des hapiru de Nuzi est différent des attestations précédentes : il ne s'agit plus de soldats mais de serviteurs. Plusieurs d'entre eux viennent de l'Assyrie voisine. Dans un cas, l'homme vient d'« Akkad ». Un esclave assyrien, appelé Warad-kûbi, est par exemple qualifié de ḫapiru dans un contrat. C'est visiblement un étranger sans ressource qui se fait volontairement esclave. Parfois un ḫapiru peut aussi avoir un statut social plus élevé puisque qu'on connait la mention d'un ḫapiru qui est scribe. À Nuzi, le nom habiru est toujours écrit de manière syllabique.

### Hittites (XIVe–XIIIesiècleav. J.-C.)
Dans le royaume hittite, les apirou sont soumis au contrôle royal. Ils peuvent être recrutés pour travailler dans les champs. Un édit de Hattusili III précise que toute personne du royaume d'Ougarit entrant dans le territoire de ses hapiru sera remis aux autorités d'Ougarit,.
Treize traités hittites invoquent les « dieux des hapiru » (ilâni SA.GAZ ou ilâni habiri). L'invocation des dieux des hapiru dans des documents officiels hittites semble indiquer que les hapiru sont une composante de la société hittite,. Dans un arbitrage de Mursili II entre les villes de Barga et de Karkemish, le texte mentionne la ville de Iyaruwata capturée par les Hourrites et donnée au grand-père d'un habiru appelé Tette. On a ici l'exemple d'un habiru qui prend la tête d'un petit royaume.

### L'Égypte et les lettres d'Amarna (XVe–XIIesiècleav. J.-C.)
Les apirou (`pr.w en écriture hiéroglyphique égyptienne) figurent dans des textes à partir de la XVIIIe dynastie égyptienne. Les textes indiquent des apirou sont présents au Levant pendant le Nouvel Empire égyptien. Amenhotep II prétend avoir capturé 3600 apirou en une seule campagne. Dans le  récit de la Prise de Joppé  (Jaffa), Toth, général du pharaon Thoutmôsis III, demande que son cheval soit rangé à l'intérieur de la ville, afin de ne pas se faire voler par un apir (Papyrus Harris 500). Deux tombes de la Nécropole thébaine du règne de Thoutmosis III représentent des apirou travaillant au pressage du vin (tombe de Pouimrê et tombe 155).

Zones d'activités répertoriées selon les Lettres d'Amarna.

Les lettres d'Amarna fournissent la documentation la plus importante sur les activités des apirou au Levant. Ces documents regroupent la correspondance diplomatique du pharaon Akhenaton (Amenhotep IV), vers 1340 av. J.-C. Elles proviennent de ses vassaux en Canaan et d'autres rois de l'époque. Elles sont écrites en écriture cunéiforme akkadienne. De nombreuses lettres sont un appel à une aide du pharaon, écrites par des rois attaqués par des tribus nomades ou semi-nomades.  Ces tribus forment des alliances changeantes avec l'un ou l'autre des royaumes pour mener des guerres locales. Les apirou sont désignés par le logogramme SA.GAZ dans certaines lettres ou de manière syllabique hapirou dans d'autres. Le mot pourrait parfois être employé à des fins rhétoriques quand il est utilisé pour qualifier d'autres rois-vassaux.

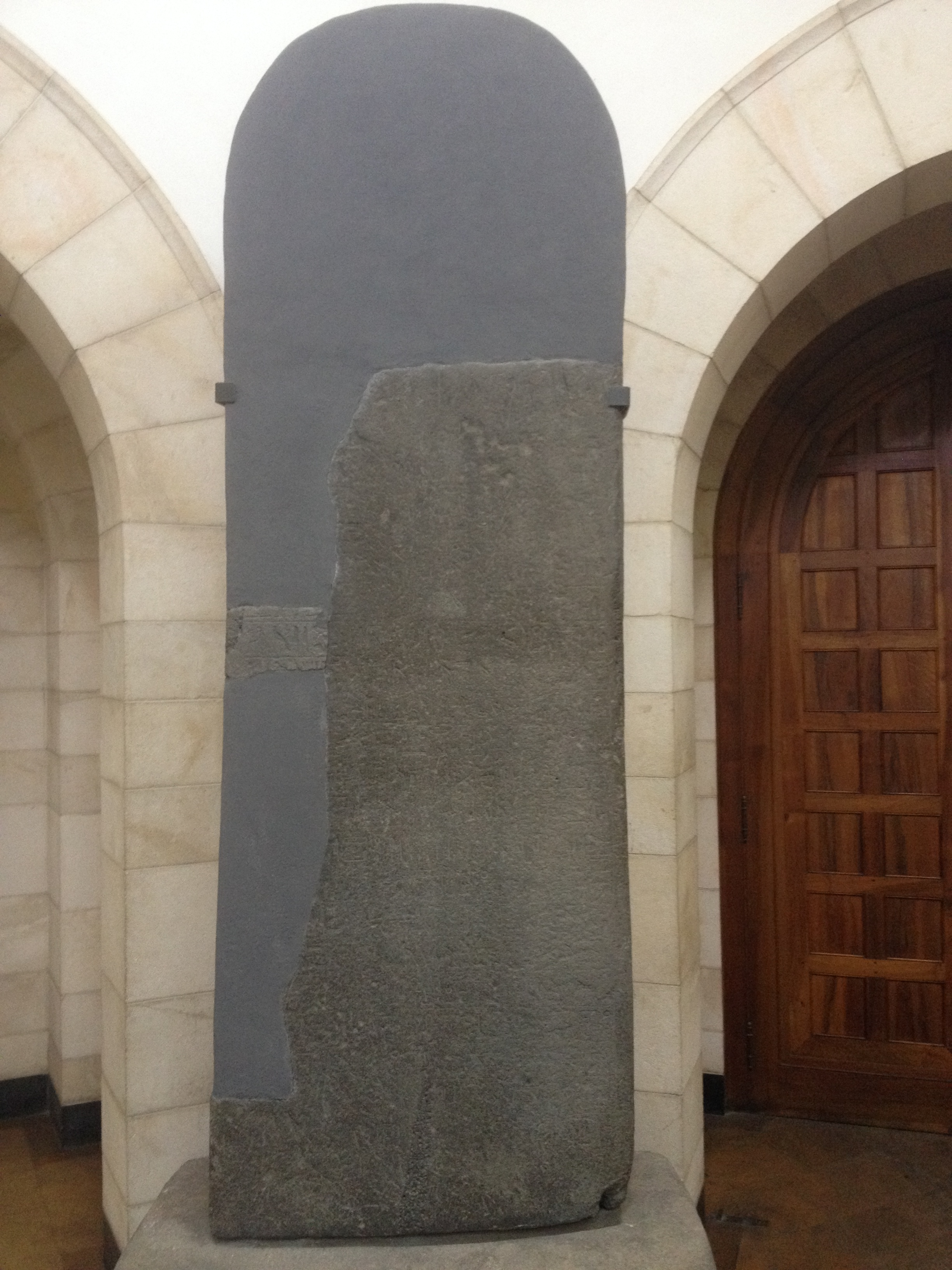
Stèle de Séthi Ier découverte à Beth-Shéan (Musée Rockefeller, Jérusalem)

Pendant la période amarnienne, les Apirou menacent continuellement les villes égyptiennes du nord de Canaan. Dans les Lettres d'Amarna, « Apirou » est un terme collectif qui désigne les brigands qui opèrent en Canaan, notamment dans les régions montagneuses où ils cherchent refuge. Ils semblent particulièrement actifs dans la vallée de la Bekaa.  Les Apirou sont généralement hostiles aux intérêts de l'Égypte. Dans un cas, Damas s'allie cependant avec eux pour combattre des ennemis de l'Egypte. Dans les lettres, les apirou sont les archétypes des hors-la-loi. Leur mention est un argument pour dénoncer la violence des adversaires. La mention de l'alliance entre d'une ville avec les apirou est une manière de présenter les rois ennemis comme rebelles au pharaon. Il est difficile de savoir si les Apirou constituaient réellement une force significative en Canaan ou si les plaintes au sujet de Apirou étaient un motif littéraire pour s'attirer l'aide de l'Égypte. Les Apirou semblent en effet être constitués en petites bandes itinérantes sans organisation centralisée et mal intégrés dans le système politique cananéen. Leur influence sur la politique régionale demeure limitée. Au-delà de la rhétorique présente dans les lettres, ces bandes peuvent avoir été utilisées dans les stratégies d'influence régionale. Rib-Hadda de Byblos se plaint à la cour d'Egypte de l'expansion du royaume d'Amurru avec l'aide des Apirou. Il est probable que leur présence ne soit pas gênante pour l'Égypte et qu'elle permette d'assurer la dépendance des royaumes vassaux à l'Egypte dont l'aide est nécessaire pour lutter contre les raids des Apirou.  Comme les apirou ne sont pas identifié à des cités, il semble qu'ils agissent en marge du système politique des centres urbains. Mais bien qu'ils ne soient pas directement liés à des villes, ils ne se tiennent pas pour autant à l'écart du système urbain. Ils semblent aussi engagés dans la vie politique des cités cananéennes. Une lettre d'Amarna (EA 273) suggère que les apirou mènent des activités politiques. La lettre apporte l'exemple d'une correspondance diplomatique entre les apirou et les cités d'Ayyaluna et de Ṣarḫa
La période post-armanienne continue de fournir des références aux apirou. Une stèle du règne de Séthi Ier découverte à Beth-Shéan rapporte une expédition égyptienne en Syrie et Palestine en réponse à une attaque des « apirou du mont Yarmuta » contre une ville locale. Un nombre indéterminé d’apirou sont capturés et ramenés comme esclaves en Égypte,. Le terme apirou est accompagné d'un signe déterminatif qui est souvent compris comme désignant des populations non sédentaires. Ils sont donc vus comme tels par les Égyptiens. Deux lettres égyptiennes de la période post-amarnienne découvertes dans le centre égyptien de Kumidu (Kamid el-Loz dans la Bekaa) ordonnent la déportation de groupes d'Apirou de Canaan en Nubie. Ces déportations interviennent dans un contexte de lutte entre les grandes puissances de l'époque (Égypte, Hittites, Mittani) pour le contrôle de la Syrie.
Une liste des biens offerts à deux temples d'Héliopolis par le pharaon Ramsès III inclut plusieurs serviteurs, égyptiens et étrangers dont des maryannu (soldats) et des apirou (papyrus Harris). Parmi les ouvriers envoyés par le pharaon Ramsès IV aux carrières du ouadi Hammamat, on compte huit cents apirou. Cette inscription est la dernière référence claire aux apirou à apparaître dans les documents égyptiens.

### Ougarit (XIIIe–XIIesiècleav. J.-C.)
Les documents de la ville d'Ougarit dans le nord-ouest de la Syrie datent pour la plupart de la seconde moitié du XIIIe siècle av. J.-C. et du début du XIIe siècle av. J.-C. Ces textes indiquent que les hapiru sont pris en compte par l'administration du royaume. Ils sont mentionnés en lien avec des distributions de ration d'huile. L'existence d'une « colline des hapiru » indique qu'ils résident de manière sédentaire dans la région.

## Appréciations du terme Apirou

### Les Apirou, terme ethnique?
Les personnes faisant partie des groupes d'Apirou portent des noms d'origines variées ne permettant pas de supposer une appartenance ethnique unique. Leurs noms personnels étaient le plus souvent sémitique occidental , mais aussi akkadien, hourrite ou indo-européen,.

### Apirou comme terme social
Au fur et à mesure de la découverte de textes mentionnant les Apirou, il devint clair qu'on les retrouvait dans l'ensemble du croissant fertile. Ces différents Apirou n'ont aucun lien ethnique, ils ne parlent pas le même langage, et vivaient une vie marginale, parfois même hors-la-loi, en marge des sociétés sédentarisées.
Les textes décrivent une classe sociale inférieure, souvent composée de hors-la-loi, de mercenaires et d'esclaves en fuite. Ainsi certains commentateurs voient le terme Apirou comme un terme à connotation sociale décrivant des personnes marginales.
Jean Bottéro a résumé ainsi la situation : « le terme habiru ne définit, de soi, dans tous les textes où il est connu, qu'un genre de vie de vagabonds, de fuyards, de hors-la-loi, qui pouvaient rester en marge des sédentaires, en razzia ou en guerre contre eux, ou bien payés par eux pour en attaquer d'autres, ou qui pouvaient aussi se réfugier parmi eux et y chercher une modeste place au bas de l'échelle sociale. »
Nadav Na'aman, se basant en partie sur les textes de Mari, conclut que le terme se réfère à des migrants, notant que « c'est l'acte de migration, plutôt qu'un statut spécifique lié à leur adaptation aux conditions de leur nouvel environnement, qui définit l'appellation Habirou dans les sociétés asiatiques du deuxième millénaire ».
Pour Jean-Marie Durand, s'appuyant sur le même corpus de textes, « les hapirum représentent donc l'illustration d'un phénomène bien connu dans l'Antiquité, celui de l'anachorèse, dissociation du groupe social tout particulièrement pour des entreprises relatives à la conquête du pouvoir et qui illustre la fragilité de ces sociétés. »

### Les Apirou étaient-ils des Hébreux?
La question de savoir s'il existe un parallèle entre le terme habiru et hébreu est discutée depuis plus d'un siècle, mais aucun consensus n'existe aujourd'hui sur la question.
À partir de 1887 et la découverte des lettres d'Amarna, des Apirou apparaissent comme une source de troubles et de rébellion dans nombre de cités-états en Canaan, et en particulier autour d'Urusalim, c'est-à-dire Jérusalem (EA 290). Sur la base de la ressemblance entre les deux termes, leur mode de vie semi-nomade et les correspondances géographiques et chronologiques relatives,  les chercheurs ont proposé un rapprochement en les deux termes. La découverte par la suite d'autres mentions des Habiru dans tout le croissant fertile au cours du second millénaire altéra l'idée d'un rapprochement. La quatrième Rencontre Assyriologique Internationale de 1953 fut consacrée à la question des habiru. Quand il fut définitivement établi que le terme Hapiru se référait à une catégorie de gens, certain chercheurs allèrent jusqu'à abandonner tout lien potentiel.
D'autres notent que les occurrences du terme hébreu dans l'Ancien Testament, appellation péjorative donnée le plus souvent par des étrangers correspondent à l'aspect social du terme, visant des personnes déracinées vivant en marge de la société. S'il est impossible que tous les Apirou aient été des Hébreux, il se peut que ces derniers aient été vus comme des Apirou par leurs opposants,.